# 天野浩
天野浩（日语：／ Amano Hiroshi，1960年9月11日—），日本工程學家，名古屋大學工學博士，美國國家工程院外籍院士，日本學士院會員（院士），專長半导体器件制造。現任名古屋大學特別教授，榮獲文化勳章，並被表彰為文化功勞者。
2014年凭借「發明高亮度藍色發光二極體，帶來了節能明亮的白色光源」与赤崎勇、中村修二共同获得诺贝尔物理学奖。

## 早年生活與教育
1960年9月11日，天野浩出生於日本靜岡縣濱松市一個企業技術員之家。高中第一名畢業後考入名古屋大學工學部電子工學科。1982年作为一个大学生加入了赤崎勇教授的研究小组，自此一直從事III族氮化物半导体的生长、表征和器件的应用研究，這是如今眾所周知的用於藍色發光二極體的材料。1983年大學畢業後，在赤崎的推薦下留校深造。1985年取得工學碩士學位，1988年擔任大學助手。
他在小學時代參加了足球和壘球隊，到高中為止都熱衷於業餘廣播。儘管上高中前都未在課業用功，但數學成績一直很好。

## 職業生涯

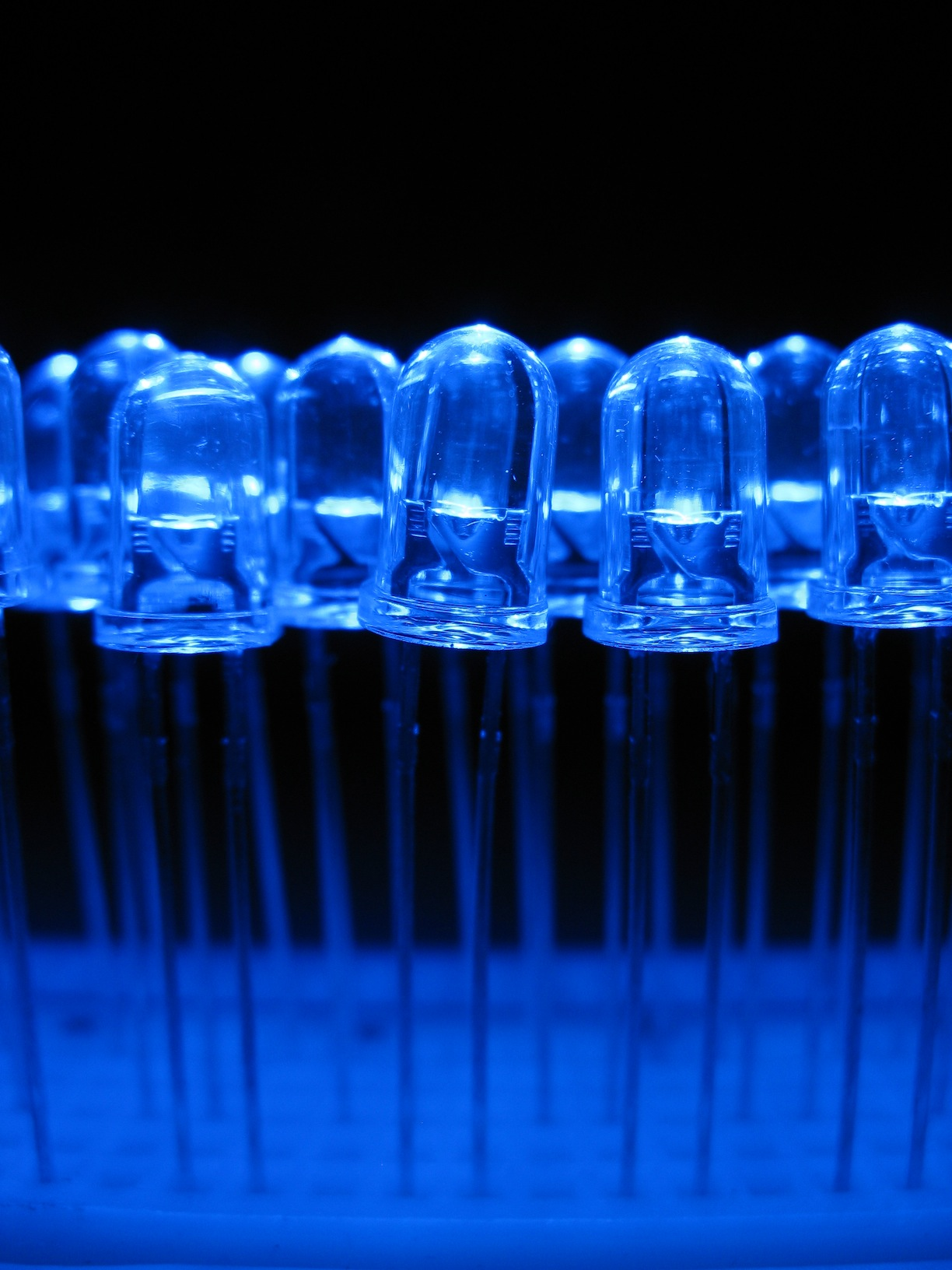
藍光LED

1985年，天野開發了用於在藍寶石襯底上生長III族氮化物半導體膜的低溫沉積緩衝層（AIN），從而實現了III族氮化物半導體的發光二極管和激光二極體。1989年，天野在名古屋大學的赤崎研究室成功生成p型GaN（氮化鎵）磊晶體，首次觀測到p型材料的劇烈發光。世界最初的pn結GaN紫外光／藍色發光二極體便出現在天野的手上，他也在同年取得工學博士學位。1992年，天野跟隨赤崎研究室移動至名城大學，2002年升為教授，2010年回到名大擔任工學研究科教授。
出於對研究的熱情，天野研究室不論平日、假日或新年過年都在工作，半夜燈火通明的模樣，被稱為「不夜城」。根據他的實驗室學生所說，天野教授生性樂觀、溫和，從未生氣。
天野的妻子通曉英語、俄語、法語，現任俄羅斯新西伯利亞國立教育大學的講師。長女是京都大學研究生，長子就讀於東京大學。

## 2014年諾貝爾獎
2014年諾貝爾物理學獎宣佈時，天野正在法國出差途中。當晚名大的記者會由益川敏英（2008年諾貝爾物理學獎得主）透過現場連線表示嘉許。天野於2015年3月16日獲聘 名大「特別教授」，待遇等同赤崎勇。
根據諾貝爾獎委員會，有關3人貢獻的主要區別是：
- 赤崎：以低溫沉積氮化鋁緩衝製成高品質GaN
- 天野：實現pn結GaN
- 中村：對實用級高效能藍色LED的一系列成就、貢獻（基於InGaN，但官方文件未載）

## 榮譽

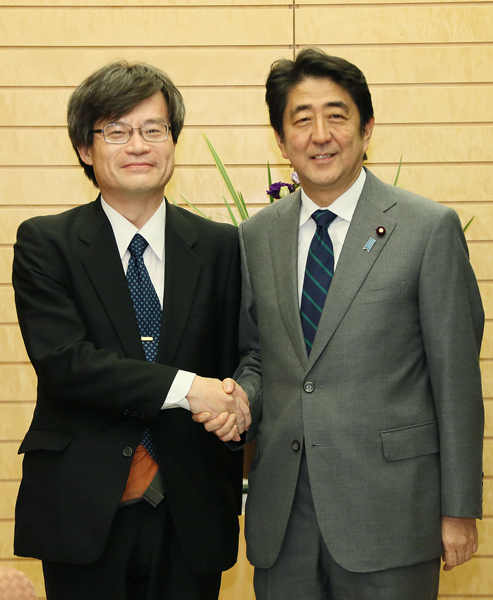
2014年10月，日本首相安倍晉三在首相官邸接見天野浩

- 1991年 電氣學會論文發表獎
- 1994年 會議特別獎
- 1996年 美國/工程成就獎
- 1998年 應用物理學會獎Ｃ（會誌獎）
- 1998年
- 2001年 丸文學術獎
- 2002年 武田獎
- 2003年
- 2008年 日本結晶成長學會論文獎
- 2014年 諾貝爾物理學獎[8]
- 2014年 文化勳章·文化功勞者[9]
- 2014年 濱松市榮譽市民[10]
- 2015年 中日文化獎
- 2015年 Asia Game Changer Award
- 2016年 美國國家工程院外籍院士[11]
- 2022年 日本學士院會員（院士）[1]

## 主要論文
- H. Amano, N. Sawaki, I. Akasaki & Y. Toyoda, Appl. Phys. Lett. 48, 353 (1986).
- H. Amano, I. Akasaki, T. Kozawa, K. Hiramatsu, N. Sawaki, K. Ikeda & Y. Ishii, J. Lumin. 40 &41, 121 (1988).
- H. Amano, M. Kito, K. Hiramatsu, & I. Akasaki, Jpn. J. Appl. Phys. 28, L2112 (1989).
- H. Murakami, T. Asahi, H. Amano, K. Hiramatsu, N. Sawaki & I. Akasaki, J. Crystal Growth 115, 648 (1991).
- K. Itoh, T. Kawamoto, H. Amano, K. Hiramatsu & I. Akasaki, Jpn. J. Appl. Phys. 30, 1924 (1991).
- I. Akasaki, H. Amano, K. Itoh, N. Koide & K. Manabe, Int. Phys. Conf. Ser. 129, 851 (1992).
- I. Akasaki, H. Amano, S. Sota, H. Sakai, T. Tanaka & M. Koike, Jpn. J. Appl. Phys. 34, L1517 (1995).

## 社會活動
2015年3月1日，諾貝爾獎得主座談（Nobel Week Dialogue）首次移師海外，在日本東京舉行。在7名與會的諾貝爾獎得主當中包括2名日本人－－天野教授與京都大學的山中伸彌教授（2012年醫學獎）。此外，島津製作所的田中耕一（2002年化學獎）出席了最後一輪座談。

## 有關紀念
2018年4月，名古屋廣小路商店街設置3座手形像，以紀念下村脩、赤崎勇、天野浩3人的功績。

## 外部連結
- 名城大学天野研究室專頁 （日語）
- 武田賞受賞時講演資料（页面存档备份，存于） （日語）
- 藍色LED開發背景資料 （日語）
- 坚持到底是赤崎勇的成功之道（中文）